# Melodije morja in sonca 1986
IX. Melodije morja in sonca so potekale od 17. do 19. julija 1986 v Avditoriju Portorož.
Konferansjeri, Miša Molk in Sandro Damiani
Zmagali so Gu-Gu s pesmijo Mango banana.

## Tekmovalne skladbe
Festivalska komisija je izmed 101 prispelega predloga izbrala 16 tekmovalnih skladb, ki so se predstavile v dveh večerih.
I. večer
| #  | Naslov pesmi           | Izvajalec                      | Avtor glasbe     | Avtor besedila   |
| -- | ---------------------- | ------------------------------ | ---------------- | ---------------- |
| 1. | Metulj                 | skupina Jonatan                | Dušan Čučun      | Dušan Čučun      |
| 2. | Sve je u redu          | Top Express                    | I. Topič         | I. Topič         |
| 3. | Mare di notte          | Elio Pisak                     | Danilo Kocjančič | Gino D'Eliso     |
| 4. | Jaz sem morje          | Branka Kraner                  | L. Klemenc       | A. Kocjančič     |
| 5. | Moč noči               | skupina Joker                  | Zoran Golavšek   | Zoran Golavšek   |
| 6. | Poletno dekle          | Majda Arh                      | Branko Jovanović | Branko Jovanović |
| 7. | Vječnost jedne ljubavi | Rosana Brajko & Slavko Ivančić | Matjaž Murko     | Rosana Brajko    |
| 8. | Adijo, Lucija          | Darko Domijan                  | T. Glowatzky     | Z. Crnec         |

Gostja večera: Tereza Kesovija
II. večer
| #  | Naslov pesmi          | Izvajalec                  | Avtor glasbe                | Avtor besedila       |
| -- | --------------------- | -------------------------- | --------------------------- | -------------------- |
| 1. | Najboljši fantje      | Simona Vodopivec           | Andrej Šifrer               | Andrej Šifrer        |
| 2. | Morska vila           | Stane Vidmar               | Goran Šarac, Davorin Petrič | Simona Weiss         |
| 3. | Pridruži se še ti     | Nada Žgur & Oliver Antauer | Dečo Žgur, Nada Žgur        | Dečo Žgur, Nada Žgur |
| 4. | Mango banana          | Gu-Gu                      | Karel Novak                 | Tomo Jurak           |
| 5. | Brez tebe             | Simona Weiss               | Goran Šarac                 | Simona Weiss         |
| 6. | Perfida Jonne         | Goran Kuzminac             | Goran Kuzminac              | Goran Kuzminac       |
| 7. | Za mano še jokala boš | Big Ben                    | Janez Rijavec               | Janez Rijavec        |
| 8. | Magari sarà domani    | Gino D'Eliso               | Gino D'Eliso                | Gino D'Eliso         |

Gosta večera: italijanski popevkar Pupo in humorist ter imitator Gigi Sabani
III. večer
Zadnji večer je bil namenjen ponovitvi vseh 16 tekmovalnih popevk in razglasitvi nagrad. Gosta večera sta bila Pupo in Toto Cutugno.

## Nagrade
Nagrade občinstva
- 1. nagrada: Mango banana (Novak/Jurak) – Gu-Gu
- 2. nagrada: Vječnost jedne ljubavi (Murko/Brajko) − Rosana Brajko & Slavko Ivančić
- 3. nagrada: Adijo, Lucija (Glowatzky/Crnec) – Darko Domijan

Nagrada strokovne žirije
- Vječnost jedne ljubavi – Rosana Brajko & Slavko Ivančić

Nagrada za najboljšo priredbo
- Tomaž Kozlevčar za skladbo Vječnost jedne ljubavi

Nagrada za najboljšega debitanta
- skupina Big Ben

Nagrada za najboljše besedilo
- Gino D'Eliso za skladbo Magari sarà domani